# Planiemen
Planiemen is een geslacht van spinnen uit de familie springspinnen (Salticidae).

## Soorten
De volgende soorten zijn bij het geslacht ingedeeld:
- Planiemen rotundus (Wesolowska & van Harten, 1994)